# Accidente del helicóptero SAN-100 en Panamá
El accidente del helicóptero SAN-100 en Panamá corresponde a un accidente aéreo ocurrido el 29 de mayo de 2008 en Ciudad de Panamá, que involucró a un helicóptero con matrícula «SAN-100» perteneciente a la Servicio Nacional Aeronaval (SENAN) de ese país, provocando la muerte de sus 12 tripulantes, entre ellos José Alejandro Bernales, entonces general director de Carabineros de Chile.

## Accidente
Durante una visita oficial que realizaba el General Director de Carabineros de Chile José Alejandro Bernales en Panamá, el helicóptero con matrícula SAN-100 en que viajaba junto a su esposa y otras 10 personas se precipitó sobre el barrio de Calidonia en la Ciudad de Panamá, chocando contra un edificio ocupado por el almacén Banana Price, el jueves 29 de mayo de 2008 a las 14:13 (UTC-5). El impacto provocó el incendio de la aeronave y del edificio.[cita requerida]
Once de los doce ocupantes fallecieron, incluyendo a seis chilenos, entre quienes estaban Bernales y su esposa Teresa Bianchini; los comandantes Ricardo Orozco y Óscar Tapia, y la esposa de este último Carolina Reyes; y el capitán Mauricio Fuenzalida. También fallecieron el piloto Juan Delgado; María Angélica González de Celis y Gerardo Polanco, comisionados de la Policía Nacional (PN); el capitán Calixto Cedeño y el sargento Reynaldo Cerna. Solo sobrevivió Ernaldo Carrasco, copiloto de la aeronave. Bernales fue el primer general director de Carabineros que muere en el ejercicio de su cargo desde la fundación de la institución.

## Reacciones y funeral de Bernales

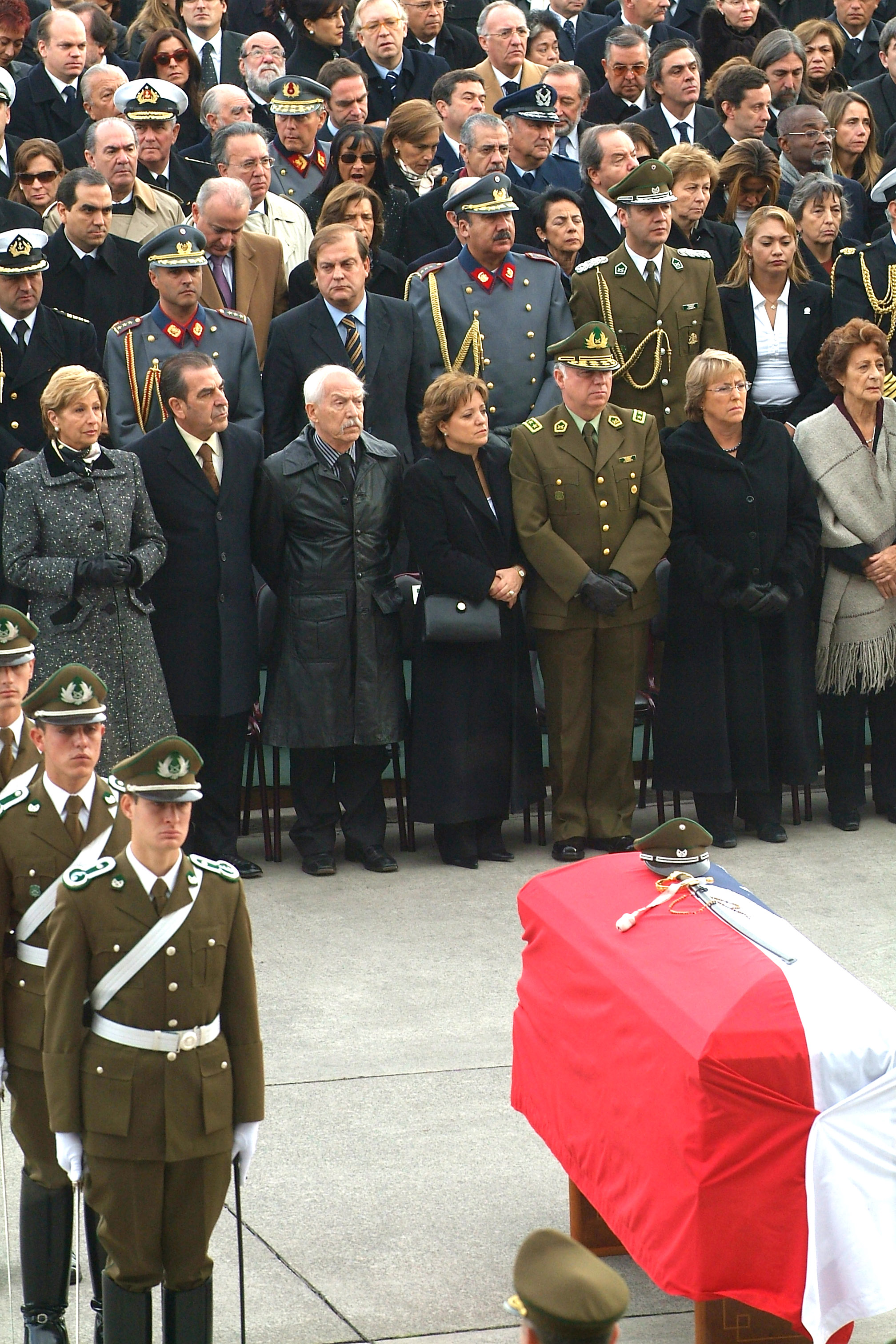
El féretro del general Bernales durante su funeral junto a las principales autoridades del país.

El presidente de Panamá, Martín Torrijos, interrumpió su visita a El Salvador para regresar a su país tras conocer del accidente.
Tras confirmar el deceso de Bernales, el gobierno de Chile decretó tres días de duelo oficial. La presidenta Michelle Bachelet realizó una cadena nacional de radio y televisión en conmemoración del general Bernales y sus acompañantes fallecidos.

Comprobé en terreno el cariño que supo ganarse en la gente. Fui testigo de su profundo sentido del deber y de su colaboración permanente con el Gobierno en las tareas de orden y de seguridad. Su liderazgo impuso un imborrable sello en Carabineros de Chile, y no me cabe duda que el recuerdo de su gestión inspirará a las nuevas generaciones de uniformados. Él hizo de Carabineros de Chile una institución más cercana a la gente, y estuvo junto a sus funcionarios en los momentos más difíciles y dolorosos que tuvo que enfrentar la policía uniformada en el transcurso de su gestión.
Presidenta Michelle Bachelet, 29 de mayo de 2008.

Los restos de los pasajeros fallecidos llegaron al país durante la noche del 30 de mayo, realizando un recorrido desde el Aeropuerto de Santiago hacia la Escuela de Carabineros, cruzando gran parte de la capital y recibiendo diversas muestras de afecto de parte de miles de santiaguinos. El funeral de las víctimas chilenas se realizó el 1 de junio en una ceremonia transmitida por televisión a nivel nacional y que contó con la asistencia de las principales autoridades del país; pese a ello, la sepultura fue realizada de forma privada en el Cementerio Parque del Recuerdo.

## Investigación y reparación

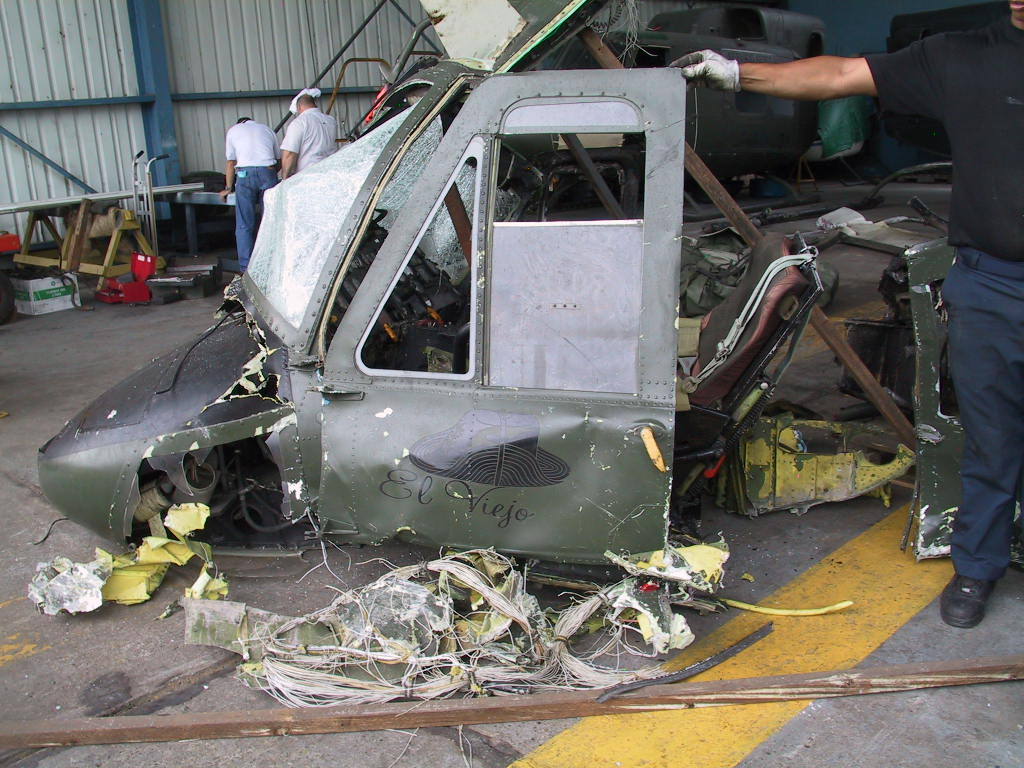
Restos del helicóptero en un peritaje.

Los peritajes efectuados por distintos organismos y empresas de diversos países, detectaron una serie de fallas e irregularidades en las condiciones y operación de la nave, entre ellos, fallas en las turbinas, caducidad de licencia del conductor, escasa experiencia de vuelo del operador, signos de agotamiento de material de la nave, entre otros. Además, existían documentos emanados del propio Gobierno Nacional de la República de Panamá, que alertaban sobre no utilizar dicho helicóptero para vuelos oficiales.[cita requerida]
La defensa de la familia Bernales Bianchini evaluó una demanda de indemnización de perjuicios contra el Estado panameño, alegando negligencia debido a que el helicóptero no estaba en condiciones de efectuar dicho vuelo, tanto por sus precarias condiciones de seguridad, como por el hecho de que quienes pilotaban la nave no contaban con los requisitos necesarios para ello.[cita requerida]
Finalmente, los gobiernos de Chile y Panamá decidieron instaurar por la vía diplomática una «Mesa de Reparación», que se extendió por varios meses y se desarrolló en distintas ciudades de Latinoamérica, incluidas Santiago, Panamá y Buenos Aires.[cita requerida] El Estado de Panamá se comprometió a indemnizar a la totalidad de la delegación chilena por un monto que ascendió a los USD 6,7 millones.